# Osiedle Zielone Wzgórza, Białystok
Zielone Wzgórza là một trong những quận của thành phố Białystok ở Ba Lan.